# Margo aperta
Margo aperta är en tvåvingeart som beskrevs av Mcalpine 1991. Margo aperta ingår i släktet Margo och familjen Marginidae.
Artens utbredningsområde är Zimbabwe. Inga underarter finns listade i Catalogue of Life.